# Приказчиков Віктор Георгійович
Прика́зчиков Віктор Георгійович (28 листопада 1936 р., м. Шатура, Московська обл. — 16 серпня 2023 р., Київ, Україна) — відомий український математик, спеціаліст з обчислювальної математики.

## Біографія

В центрі проф. В. Г. Приказчиков, праворуч — акад. О. А. Самарський. Актова зала КНУ імені Тараса Шевченка, Київ, 1999 р.

Біля Червоного корпусу КНУ імені Тараса Шевченка, Київ, 1999 р.

Народився в м. Шатура Московської області в родині Георгія Федоровича (1912—1974), енергетика Шатурської ГРЕС, і Надії Герасимівни (1912—1972).
Закінчив середню школу № 1 у м. Шатура. Думки про вибір професії формувалися під впливом учителя математики М. І. Федорова. Зі шкільних предметів приваблювали також фізика і хімія.
У 1954 р. вступив до Шатурського енергетичного технікуму на прискорений курс.
У 1956 р. отримав диплом зі спеціальності «електричні станції, мережі й системи» з відзнакою.
У 1957 р. вступив до Московського державного університету імені М. В. Ломоносова на механіко-математичний факультет.
Після вступних іспитів декан механіко-математичного факультету акад. А. М. Колмогоров запитав: «Навіщо Вам математика, якщо вже є диплом електрика?» На це Віктор Георгійович відповів: «Я цікавлюся математикою».
З третього курсу брав участь у роботі семінару кафедри обчислювальної математики, якій проводили акад.  А. М. Тихонов і А. М. Самарський. На семінарі була поставлена задача, яка і визначила тему наукового дослідження «Різницеві схеми високого порядка точності для задачі Штурма–Ліувілля».
У 1962 р. отримав диплом зі спеціальності «математика» й одразу вступив до аспірантури на кафедру обчислювальної математики (науковий керівник — академік О. А. Самарський).
Важливими були увага і поради наукового керівника, який вимагав щотижневих звітів про виконану роботу.
У 1965 р. закінчив аспірантуру і був направлений на роботу в Інститут кібернетики імені В. М. Глушкова НАН України у відділ чисельних методів і комп'ютерного моделювання (завідувач відділу — проф. І. М. Молчанов) на посаду молодшого наукового співробітника.
У 1966 р. захистив кандидатську дисертацію.
У 1972 р. отримав звання старшого наукового співробітника за спеціальністю «обчислювальна математика».
У 1978 р. переведений на кафедру обчислювальної математики (завідувач кафедри — акад. І. І. Ляшко)
Київського національного університету імені Тараса Шевченка.
У 1985 р. отримав звання доцента.
У 1993 р. захистив докторську дисертацію «Метод сіток у задачах на власні значення».
У 1995 р. отримав звання професора.
Володів українською, російською, англійською, німецькою мовами.
Помер на 87-му році життя 16 серпня 2023 року після важкої хвороби.

### Сім'я
Дружина — Людмила Петрівна, кандидат хімічних наук. Донька — Наталія Вікторівна, логістик.

## Наукова діяльність
Результати наукових досліджень стосуються методів розв'язування спектральних задач для еліптичних операторів й опубліковані у виданнях: «Журнал вычислительной математики и математической физики», «Дифференциальные уравнения», «Прикладная механика», «Известия высших учебных заведений», «Кибернетика и системный анализ»;
в енциклопедіях: «Советская энциклопедия», «Энциклопедия кибернетики», «Українська радянська енциклопедія».
Підготував 7 кандидатів фізико-математичних наук: С. О. Войцеховський, І. Л. Макаров, О. М. Хіміч, А. Р. Семчук, Ж. П. Алланазаров, Г. С. Медведєв, Н. В. Майко.